# Edmund z Cornwallu
Edmund z Cornwallu (anglicky Edmund of Almain, francouzsky Edmond de Cornouailles, 26. prosince 1249/5. prosince 1250 hrad Berkhamsted – 24./25. září/1. října 1300, klášter Ashridge) byl hrabě z Cornwallu a jeden z regentů Anglie v době královy nepřítomnosti.

## Život
Edmund byl druhým ze tří synů Richarda Cornwallského a jeho druhé choti Sanchi, dcery provensálského hraběte Ramona Berenguera V. Byl pokřtěn na počest svatého Edmunda z Abingdonu. 6. října 1272 se v kapli v Ruislipu oženil s Markétou, dcerou Richarda z Clare, hraběte z Gloucesteru a o týden později, 13. října převzal po otci titul hraběte z Cornwallu. Roku 1288 nechal v Abingdonu postavit kapli sv. Edmunda.
K rozluce manželství s Markétou došlo v únoru 1293 a Edmund se znovu neoženil, zemřel bez legitimního potomstva v důsledku nemoci zřejmě na podzim roku 1300. Jeho srdce a měkké tkáně byly pohřbeny na místě skonu v klášteře Ashridge a kosti byly uloženy v březnu 1301 v Haileském opatství.